# Тельце Пачини
Тельце Пачини или тельца Фатера-Пачини (пластинчатое тельце) — сложный инкапсулированный нервный рецептор. Назван в честь итальянского анатома Филиппо Пачини (1812—1883), которым был описан в 1835 году. 

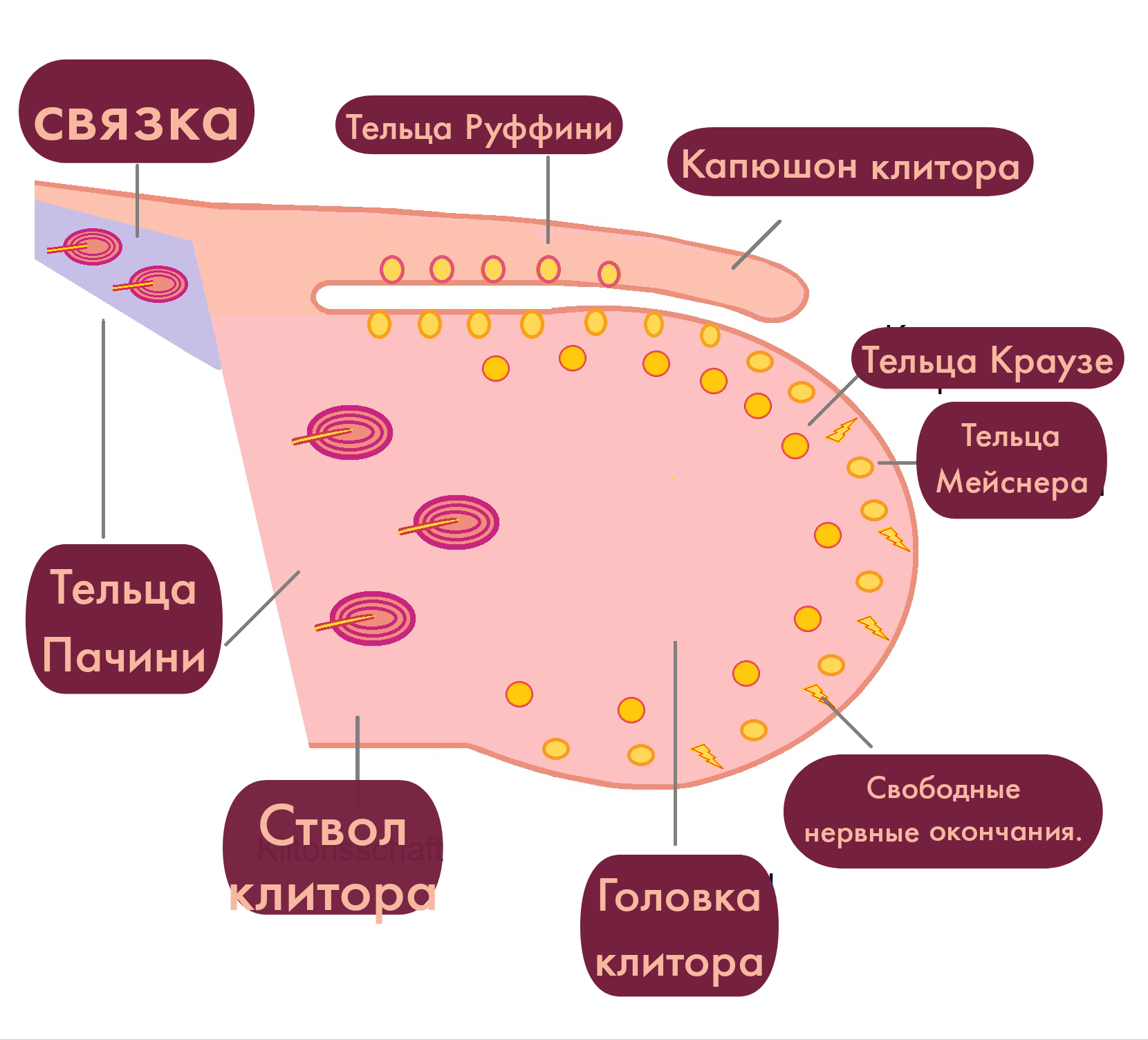
Рецепторы головки и капюшона клитора в продольном разрезе

## Строение
Пластинчатое тельце состоит из отростков изменённых клеток реснитчатого эпителия с вторичночувствующими ресничками, которые контактируют с цитолеммой конца нервного отростка. Тела клеток отделены от контактной зоны капсулой из нескольких продольно ориентированных клеток глии. Реснички вторичночувствующих клеток располагаются между наружной и внутренней капсулами, контактируя с внутренней поверхностью наружной капсулы. Наружная капсула имеет строение, аналогичное внутренней. Размер 0,5—3 мм.

## Расположение
Тельца располагаются в основном в коже, брыжейке и соединительнотканных оболочках внутренних органов.

## Пластинчатое тельце какмеханорецептор
Наружная капсула относительно внутренней при механическом воздействии изменяет состояние вторичночувствующих клеток, что приводит к выработке нервного импульса.

## Пластинчатое тельце какхеморецептор
Пластинчатое тельце покрыто тонкой капсулой из соединительной ткани, а в области концевого полюса имеется извилистый канал, через который в пространство между внутренней и наружной капсулами проникают различные вещества, вследствие чего происходит возникновение нервного импульса.

## Пластинчатое тельце какбарорецептор
Сеть капилляров в пространстве между наружной и внутренней капсулами изменяет состояние вторичночувствующих клеток за счёт изменения давления на них крови, что вызывает индуцирование нервного импульса.